# Port lotniczy Bragança
Port lotniczy Bragança – port lotniczy położony w mieście Bragança (Portugalia). Obsługuje połączenia krajowe.